# Gregory Blaxland

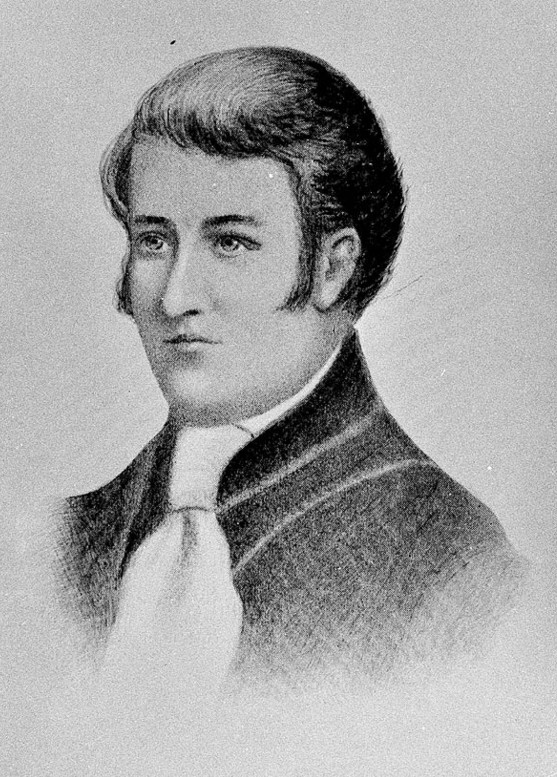
Gregory Blaxland

Gregory Blaxland (* 17. Juni 1778, Fordwich, Kent in England; † 1. Januar 1853, Eastwood in New South Wales) war ein früher Siedler, Spekulant und Pionier Australiens. Er ist in Australien überaus bekannt, weil er mit William Lawson und William Charles Wentworth den Weg durch die Blue Mountains fand. Weniger bekannt ist, dass er einer der Unterzeichner der Anordnung zur Verhaftung von William Bligh während der so genannten Rum Rebellion in Australien war und dass er durchaus als Begründer der Rinderzucht und des ersten erfolgreichen Weinanbaus Australiens genannt wird.

## Frühes Leben

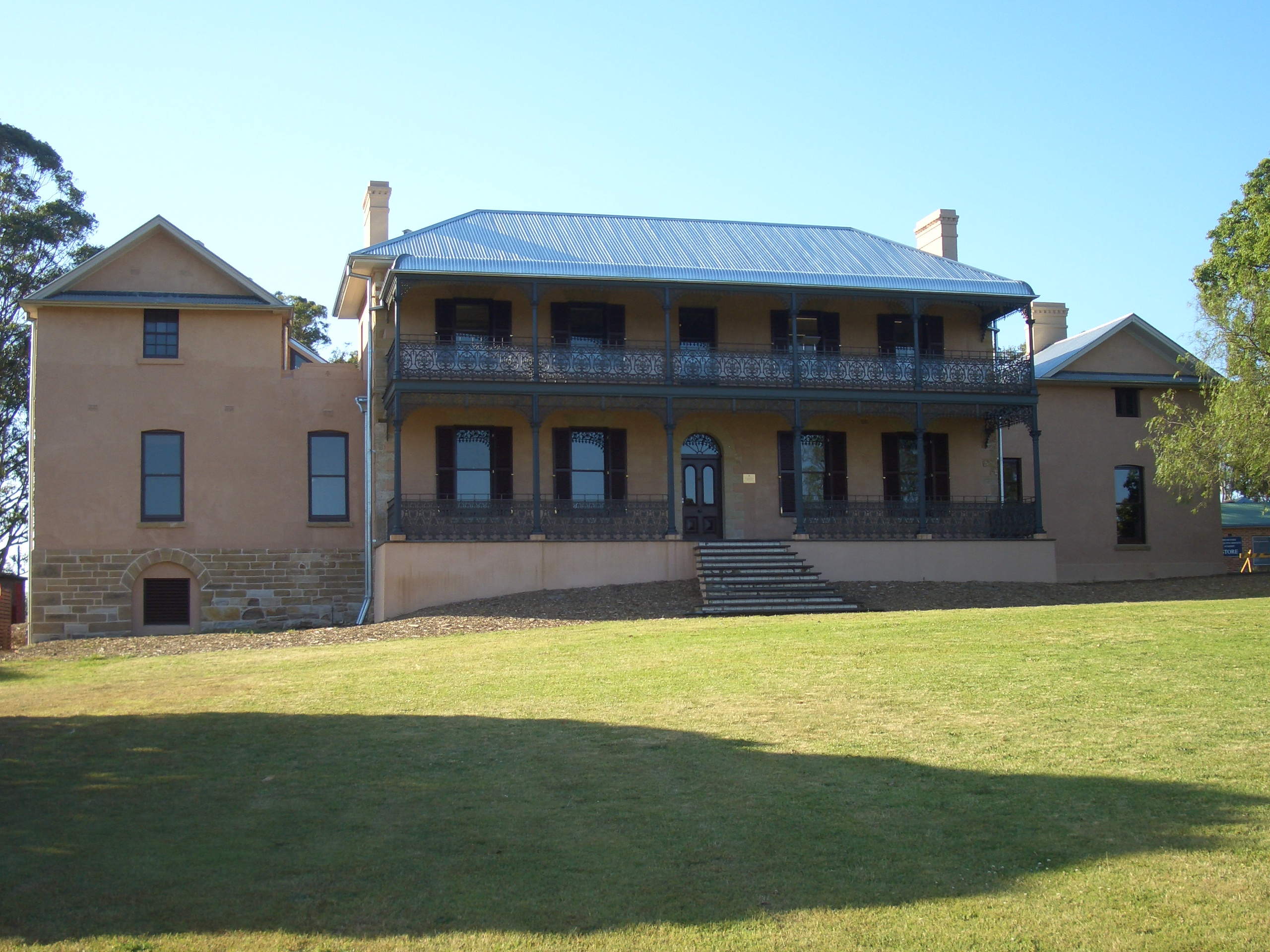
Das älteste Farmhaus in Australien, die Brush Farm von Blaxland in Eastwood gebaut

Blaxland entstammte einer britischen Grundbesitzerfamilie und war der vierte Sohn von John Blaxland, einem Major, und dessen Ehefrau Mary. Er ging in die King's School in Canterbury. Im Juli 1799 heiratete er Elizabeth Parker, mit der er fünf Söhne und zwei Töchter hatte. Er wanderte am 1. September 1805 mit seiner Frau und drei Kindern, zwei Dienern, einem Aufseher, einigen Schafen, Saatgut, Bienen, Werkzeugen, Lebensmitteln und Bekleidung nach Australien aus. Am 11. April 1806 erreichte er Sydney mit seiner Familie und seinem älteren Bruder John Blaxland sowie mit 117 Sträflingen an Bord des Schiffes William Pitt. In Sydney verkaufte er einen Teil der mitgebrachten Güter mit Gewinn. Anschließend erwarb Blaxland acht Rinder, damit er seinen Fleischhandel aufbauen konnte und erhielt 16,19 km² Land zugewiesen, das Gelände seines späteren Brush Farm House am South Creek in Eastwood. Das Landhaus ist nicht nur das älteste Farmhouse Australiens, sondern auch das am besten erhaltene und steht für die Epoche des Bauens in der Amtszeit des Gouverneurs Lachlan Macquarie. Ferner wurden Blaxland 50 Häftlinge als Landarbeiter versprochen.

## Leben

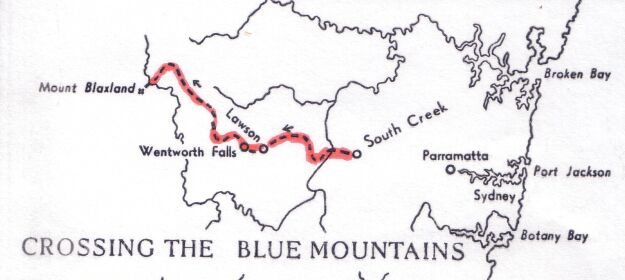
Der Weg der Entdecker durch die Blue Mountains

Blaxland war einer der Siedler, die ausschließlich nach ihrer Interessenlage in der britischen Kolonie wirtschafteten und mit Land spekulierten. Der Gouverneur Philip Gidley King warnte im August 1807 William Bligh vor den rücksichtslosen Spekulationen und der Interessensdurchsetzung von Blaxland. Als Bligh gegen die Zustände in der britischen Kolonie New South Wales vorging, wurde er festgesetzt und an dieser Maßnahme war auch Blaxland beteiligt.
Für seine wachsenden Viehherden benötigte Blaxland Grasland. Im Jahre 1810 erkundete er deshalb Gebiete um den Nepean River. Am 11. Mai 1813 startete er die Entdeckungsreise vom South Creek von den Emu Fields aus mit Lawson und Wentworth in die Blue Mountains (siehe Hauptartikel Blaxland-Expedition). Sie hatten vier Diener, fünf Hunde und vier Lastpferde dabei, die mit allem Erforderlichen für ihre Erkundung beladen waren. Sie bedienten sich dabei anderer Methoden als die damaligen Entdecker, denn sie suchten nicht die Wege durch die Täler, sondern sie erkundeten die Wege von den Berghöhen aus. Ihnen waren allerdings die Wege bereits bekannt, die nicht zum Erfolg führten und sie kannten die Beobachtungen, die der Botaniker George Caley vom Mount Banks aus über dieses Gebiet gemacht hatte.
Sie nahmen den Weg durch das Gebirge über den Mount York, bis sie am 31. Mai 1813 zu einem Berg kamen, der später Mount Blaxland genannt wurde. Von der Bergspitze aus sahen sie, dass sich weites Grasland anschloss. Bis zum Endpunkt ihrer Entdeckungsreise waren sie 21 Tage unterwegs und hatten 93 Kilometer zurückgelegt. Für die Rückreise benötigten sie fünf Tage. Blaxland erhielt daraufhin 2,02 km² (500 Acres) Land am Nepean River im Cooke-Distrikt in New South Wales am Fuße der Blue Mountains, in einer Urkunde, die von Gouverneur Lachlan Macquarie ausgestellt war.
Im Jahre 1814, inmitten der damals herrschenden wirtschaftlichen Krise, schlug Blaxland dem Gouverneur Macquarie die Gründung einer großen Landwirtschafts-Gesellschaft vor. Die vorgeschlagene Australian Agricultural Company wurde jedoch erst später in den 1820er Jahren gegründet. Macquarie akzeptierte Blaxland damals nicht. Dieser kritisierte ihn daraufhin heftig, und der Gouverneur wandte sich von ihm ab.
Um 1820 ließ sich Blaxland auf seiner ersten Besitzung in Australien nieder, der Brush Farm. Von dort aus unternahm er unterschiedliche wirtschaftliche Aktivitäten, wie Weinhandel, Tabak- und Graszüchtungen. Wegen seiner Experimente mit Gras als Futter für Rinder gelten er und sein Bruder John in Australien als die Gründer der australischen Rinderzucht in aridem Gelände und Gregory Blaxland als erster Weinzüchter Australiens, der erfolgreich Wein anbaute.
Blaxland handelte mit Land, Wein und Branntwein und publizierte ein Buch über seine Entdeckungsreise durch die Blue Mountains im Jahr 1823. Anlässlich seines ersten Weinexports nach England im Jahre 1822 wurden seine Weine mit einer Medaille, der großen Silbernen Medaille durch die Royal Society of Arts ausgezeichnet. Er war der erste Australier, der für seine Weine mit einer Medaille geehrt wurde und fünf Jahre später erhielt Blaxland die Goldmedaille.
Seine Frau starb im Dezember 1826. Am 1. Januar 1853 nahm er sich selbst das Leben.

## Wegebau

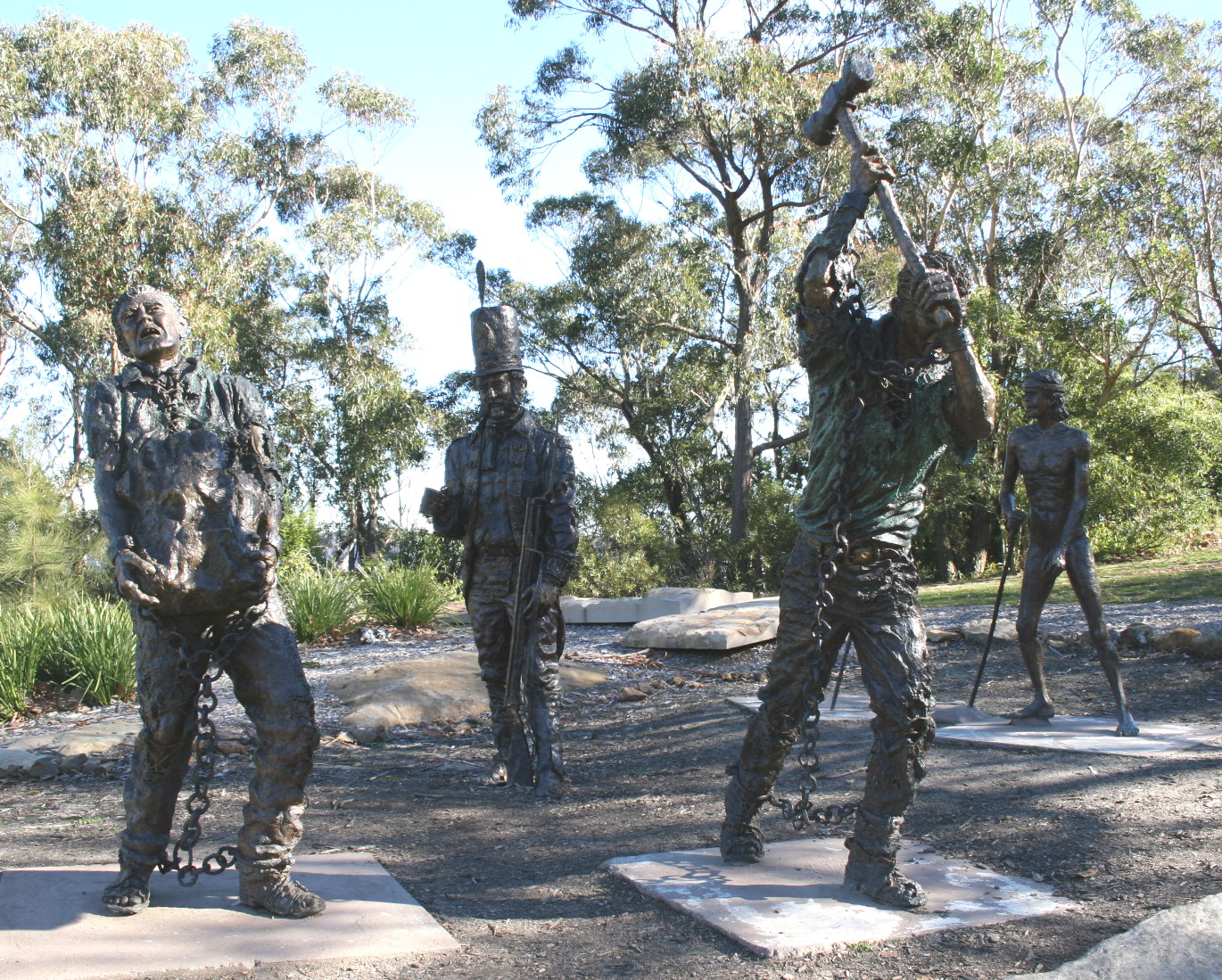
Lebensgroße Bronze-Plastiken des ersten Straßenbaus durch die Blue Mountains: Zwei Sträflinge, ein britischer Soldat und zwei Aborigines (einer verdeckt). Ort: Katoomba, unweit Echo-Point

Es wird angezweifelt, dass Blaxland, Wentworth und Lawson die ersten waren, die die Blue Mountains überwanden. Dies soll bereits John Wilson gegen Ende des 18. Jahrhunderts gelungen sein.
Allerdings wurde erst nach der Blaxland-Expedition mit dem Wegebau ins westliche Australien begonnen, denn bis zu diesem Zeitpunkt wirkten die Blue Mountains wie ein unüberwindliches Bollwerk. Macquarie beauftragte nach Beendigung dieser Expedition den Entdecker George William Evans, weitere Erkundigungen über den Mount Blaxland hinaus vorzunehmen. Evans brach mit fünf Männern am 21. November 1813 auf und beendete seine Aufgabe sieben Wochen später, am 8. Januar 1814, erfolgreich. Die Mitglieder der Expedition stießen bis ins Tal des Lachlan River vor und waren die ersten Europäer, die bis in das Gebiet der heutigen Orte Boorowa und Cowra kamen.
Im Juli 1814 begann von den Emu Plains aus der Bau einer Straße durch die Blue Mountains. Geleitet wurde das Projekt durch William Cox, dem man zu diesem Zweck 30 Sträflinge und acht Soldaten als Bewacher zur Verfügung stellte. Als die Straße nach sechs Monaten fertig war, wurden diejenigen Sträflinge, die hart gearbeitet hatten, als freie Bürger entlassen. Der Gouverneur Macquarie reiste ein Jahr später auf dieser Straße und gründete Bathurst, den ersten Ort westlich der Great Dividing Range, zu der die Blue Mountains gehören.
Die Straße wurde später für Fahrzeuge ausgebaut, parallel entstand eine Eisenbahnstrecke. Das Vieh wurde in der frühen Zeit allerdings auf einem anderen Weg nach Westen getrieben.

## Ehrungen
Nach Blaxland ist nicht nur der Mount Blaxland in den Blue Mountains, sondern auch der Blaxland River im Norden von New South Wales, die Stadt Blaxland und das Blaxland County benannt. Der Blaxland Riverside Park liegt am Parramatta River bei Newington.
Zum 150sten Jahrestag der Überquerung der Blue Mountains wurde im Jahre 1963 eine australische Briefmarke und 1993 eine Silbermünze herausgebracht, auf denen die drei Pioniere Blaxland, Lawson und Wenthworth abgebildet sind.